# Тищенко Олег Олександрович

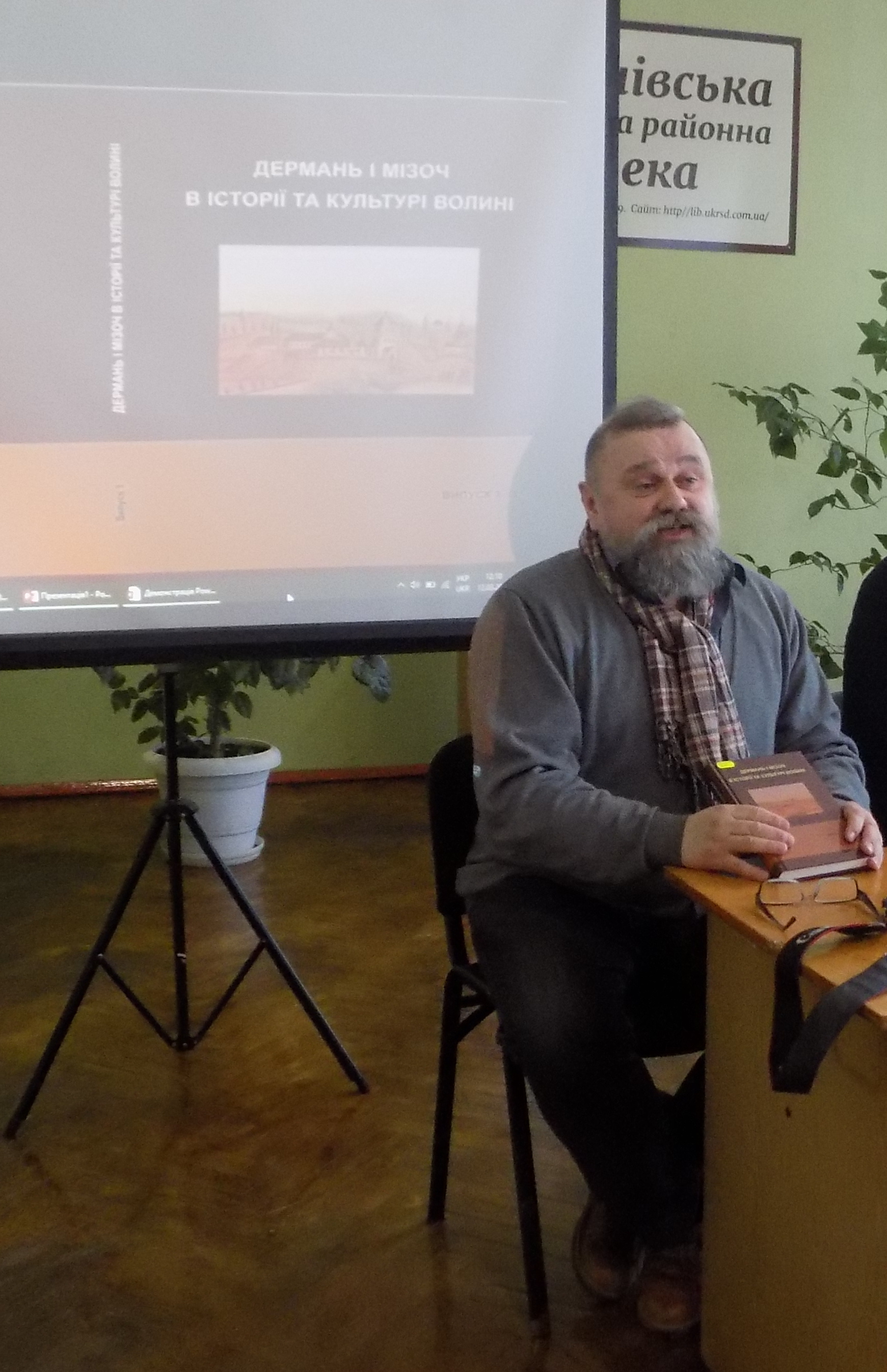
Олег Тищенко на презентації книиги Андрія Жив'юка

Оле́г Олекса́ндрович Ти́щенко (Псевдонім - Олаф Борода) (29 жовтня 1969, м. Здолбунів — 6 квітня 2021, Здолбунів) — історик, журналіст, краєзнавець, громадський діяч, дослідник історії Здолбунівщини від окремої вулиці до цілого міста. З 2014 до 2021 рр.— директор Здолбунівського краєзнавчого музею.
| Текст вилучений зі статті через підозру в порушенні авторських прав |
| --- |
| Текст, що раніше перебував на цій сторінці, запідозрено в порушенні авторських прав на текст із таких джерел: http://newlife.rv.ua/holovna/9-різне/5987-щотижня-новий-експонат.html Дата, коли було знайдено порушення: 30 листопада 2021. Тому, хто повісив цей шаблон: На сторінку обговорення користувача, який розмістив цю статтю, варто додати повідомлення {{subst:nothanks cv\|Тищенко Олег Олександрович\|url=http://newlife.rv.ua/holovna/9-різне/5987-щотижня-новий-експонат.html}} --~~~~. |
| До уваги користувача, який розмістив цю статтю Не редагуйте статтю зараз, навіть якщо ви збираєтеся її переписати. Дотримуйтесь вказівок нижче. - Якщо власник авторських прав на зазначений вище матеріал дозволяє використовувати його на умовах GNU FDL без незмінюваних секцій та Creative Commons із зазначенням автора / розповсюдження на тих самих умовах, будь ласка, сповістіть про це на сторінці обговорення цієї статті. - Якщо правовласником є ви, додайте на зазначеному вище ресурсі примітку: «Матеріали дозволено використовувати на умовах GNU FDL без незмінюваних секцій та Creative Commons із зазначенням автора / розповсюдження на тих самих умовах». - Якщо дозволу на використання цього матеріалу немає, будь ласка, зробіть одне з двох: 1. Напишіть хоча б гарний накид статті на цій підсторінці. Зверніть увагу: не треба копіювати текст, що порушує авторські права, на зазначену підсторінку й редагувати його. Якщо ви взялися за написання нової статті, не забудьте сповістити про це на сторінці обговорення. 2. Залиште все як є, і тоді статтю буде вилучено. У випадку, якщо новий текст написано не буде, цю статтю буде вилучено через тиждень після появи цього попередження (детальніше див. документацію шаблону). Вихідний текст цієї статті з можливим порушенням копірайту можна знайти в історії змін. Зверніть увагу, що розміщення у Вікіпедії матеріалів, автор яких не надав явного дозволу на їхнє використання відповідно до ліцензії GNU FDL без незмінюваних секцій та Creative Commons із зазначенням автора / розповсюдження на тих самих умовах, може бути порушенням законів про авторське право. Користувачів, які додають до Вікіпедії такі матеріали, може бути тимчасово позбавлено права редагувати статті. Попри все, ми завжди раді вашим оригінальним статтям. Дякуємо. Цю сторінку внесено до категорії Вікіпедія:Можливе порушення авторських прав. |

Народився 1969 року у м.Здолбунів Рівненської області. Закінчивши 1986р. з відзнакою Здолбунівську СШ №4, вступив на історичний факультет Луцького державного педагогічного інституту ім. Лесі Українки.
З 1992р. працював у Здолбунівській ЗОШ №6 та завідувачем відділу у справах сім’ї та молоді райдержадміністрації.
Від 1999р. займається радіо та тележурналістикою, працює на базі ЗОШ №15 як педагог-організатор відділу у справах сім’ї та молоді Рівненського міськвиконкому, викладаючи виховні та розвиваючі молодіжні програми. Керівник «Дебат-клубу».
З 2001р. - редактор Рівненської телекомпанії «10 канал ЛТД».
Автор ряду статей політологічного та історичного характеру в пресі, співавтор методичних розробок з дебатних програм, історії молодіжних громадських організацій на Рівненщині, проблем адаптації неповнолітніх, що скоїли злочини.
У 2002 році спільно з аспірантом Львівського держуніверситету Ігорем Марчуком написав та видав книгу під назвою «Гурби, квітень 1944», присвячену найбільшому в історії ІІ Світової війни боєві між Червоною армією (військами НКВС) та Українською повстанською армією, який відбувся на кордоні Рівненської та Тернопільської областей навесні 1944 року. За мотивами книги як автор ідеї, сценарію та режисури зняв документальний фільм, присвячений цим же подіям.
Протягом 1999-2004 років збирав матеріали на книгу  краєзнавчого характеру «Здолбунів на Волині. Історичний вернісаж», присвячену 500-літній історії цього давнього українського міста, яка вийшла в 2007 році.
2003 року написав передмову, яка стосується Здолбунівського району, присвячену подіям ІІ Світової війни спеціально для видання редакційної групи «Книга памяті Рівненщини» – «Книга скорботи Рівненщини» (том 2-й). У 2002-2003 роках написав документальну книгу «Слідом за сонцем», присвячену історії створення та сучасній діяльності одного з найбільших підприємств Рівненщини та нафто-газового комплексу України – ДП “ПрикарпатЗахідтранс”. Книгу видано 2004 року ТзОВ „Інформаційно-рекламна агенція “Ракурс”.
Протягом 2002-2003 років спільно з Ігорем Марчуком підготував книгу “Польсько-українська війна на Волині у 40-х роках ХХ століття”. Книгу не вдалося видати через брак відповідних коштів.
Починаючи від 1994 року друкувався в періодичних виданнях: „Гомін України” (Торонто), „Нове життя” (Здолбунів), „Панорама”, „Сім Днів”, „Велика Україна”, „Ідея і чин”, „Голос комбатанта”, „Вільне слово”, „Вісник ПрикарпатЗахідтранс” (Рівне) та „Вісник” (видання посольства США в Україні). Від серпня 2004 року працюю редактором регіонального (Рівненська, Волинська та Львівська області) місячника неполітичної тематики – журналу „City Life”. У цьому ж році став працівником (на громадських засадах) радакції журналу уніформи „Однострій” та постійної серії бібліотечки означеного журналу „Спогади” учасників українських національно-визвольних змагань.
Займався краєзнавчою роботою та історичними дослідженнями повстанського руху на Волині у 40-50- их роках XX ст. Засновник Здолбунівського краєзнавчого музею.
23 квітня 2005 р. у Львівському Палаці культури ім. Гната Хоткевича відбулася презентація другого видання книги Ігоря Марчука та Олега Тищенка «Гурби: квітень 1944-го», яку організував Молодіжний націоналістичний конгрес спільно з видавцями книги.
23 квітня 2015 р. у Рівненській обласній універсальній науковій бібліотеці вшосте відбулося урочисте нагородження переможців щорічного обласного конкурсу «Краща книга Рівненщини», де книга «Тищенко О. Здолбунів на Волині: історичний вернісаж / Олег Тищенко, Юрій Кірєєв. — Рівне: О. Зень, 2007» перемагає у номінації «Краще історико-краєзнавче видання»
Помер 6 квітня 2021 року від COVID-19. Похований на здолбунівському цвинтарі. 

## Меморіальна зала та фотовиставка виставка пам'яті Олега Тищенка в Здолбунівському краєзнавчому музеї
Важливу дату відзначили у музеї.
29 жовтня 52 виповнилося б його засновнику та людині, без якої музей точно не був би таким, яким він є тепер. Олег Тищенко, наш Олаф Борода, друг та побратим.
Тож спеціально до цієї дати підготували дві локації у музеї:
- меморіальну залу, де кожен з вас зможе побачити постійну експозицію про життя Олега, від молодих літ, перших проектів та організацій до прапора, з яким його провели в останню путь;
- фотовиставку, що охоплює період життя Олафа Бороди після 2014 та початок будівництва музею: від берез на даху і сміття на музейному подвір'ї до зйомок промо ролику про музей.
Олег безперечно хотів би, щоб музей жив і розбудовувався.